# 悪魔と魔法使い
『悪魔と魔法使い』（原題：Demons and Wizards）は、イギリスのバンド、ユーライア・ヒープが1972年に発表した4作目のスタジオ・アルバム。

## 背景
1971年11月、新ドラマーとしてリー・カースレイク（元ゴッズ）が加入。また、元コロシアムのマーク・クラークが短期間ツアー・ベーシストを務めた後、本作収録曲「魔法使い」のソングライティング、ベース、一部のボーカル・パートに貢献したが、クラークは短期間のみの参加となり、ニュージーランド出身のベーシスト、ゲイリー・セインが後任として加入した。ケン・ヘンズレーは本作のスリーヴ・ノートにおいて、カースレイクとセインの加入により「ユーライア・ヒープが完成した」とコメントしている。
ジャケットの絵は、イエス等との共同作業で知られる画家ロジャー・ディーンの作品で、ディーンはユーライア・ヒープの次作『魔の饗宴』（1972年）でも引き続き起用された。

## 反響・評価
全英アルバムチャートでは11週トップ100入りし、最高20位を記録した。アメリカのBillboard 200では自身最高の23位に達して、バンド初の全米トップ40アルバムとなり、1972年10月にはRIAAによってゴールドディスクの認定を受けた。また、本作からのシングル「安息の日々」はBillboard Hot 100で39位を記録し、バンド唯一の全米トップ40シングルとなった。
日本初回盤LP (YS-2737)は1972年8月10日に発売され、23週オリコンLPチャート入りして最高28位を記録した。
Donald A. Guariscoはオールミュージックにおいて5点満点中4.5点を付け「ユーライア・ヒープが、ゴシック調ヘヴィメタルの巨匠としての名声を確立したアルバム」「1970年のヘヴィメタルに興味のある方なら、絶対にかけてみる価値がある」と評している。

## 収録曲
特記なき楽曲はケン・ヘンズレー作。
1. 魔法使い - "The Wizard" (Ken Hensley, Mark Clarke) - 3:00
2. 時間を旅する人 - "Traveller in Time" (David Byron, Lee Kerslake, Mick Box) - 3:25
3. 安息の日々 - "Easy Livin'" - 2:37
4. 詩人の裁き - "Poet's Justice" (K. Hensley, M. Box, L. Kerslake) - 4:15
5. 連帯 - "Circle of Hands" - 6:25
6. 虹の悪魔 - "Rainbow Demon" - 4:25
7. オール・マイ・ライフ - "All My Life" - 2:44
8. 楽園 - "Paradise" - 5:10
9. 呪文 - "The Spell" - 7:31

### 1996年リマスターCDボーナス・トラック
1. "Why (Single Version)" (D. Byron, K. Hensley, M. Box, Paul Newton)
2. "Why (Extended Version)" (D. Byron, K. Hensley, M. Box, P. Newton)
3. "Home Again to You"

### 2003年リマスターCDボーナス・トラック
1. ホワイ（未発表エクステンデッド・'72ヴァージョン） - "Why (Extended Version)" (D. Byron, K. Hensley, M. Box, P. Newton) - 10:34
2. 虹の悪魔（未発表シングル・エディット） - "Rainbow Demon (Single Edit)" - 3:36
3. 誇り高き言霊（デモ/アウト・テイク） - "Proud Words on a Dusty Shelf" - 2:51
4. ホーム・アゲイン・トゥ・ユー（未発表ヴァージョン） - "Home Again to You" - 5:36
5. グリーン・アイ（未発表デモ・ヴァージョン） - "Green Eye (Demo)" - 3:46

## カヴァー
- 魔法使い
  - ブラインド・ガーディアン - シングル「パースト・アンド・フューチャー・シークレット」（1995年）のカップリング曲として発表[12]。1996年発売のコンピレーション・アルバム『フォゴトゥン・テイルズ』にも収録された。
- 安息の日々
  - W.A.S.P. - アルバム『エレクトリック・サーカス』（1986年）に収録[13]。

## 参加ミュージシャン
- デイヴィッド・バイロン - ボーカル
- ケン・ヘンズレー - キーボード
- ミック・ボックス - ギター
- マーク・クラーク - ベース、ボーカル(on #1)
- ゲイリー・セイン - ベース
- リー・カースレイク - ドラムス、パーカッション